# Лешница (Благоевградская область)
Лешница (болг. Лешница) — село в Благоевградской области Болгарии. Входит в состав общины Сандански. Находится примерно в 3 км к югу от центра города Сандански и примерно в 57 км к югу от центра города Благоевград. По данным переписи населения 2011 года, в селе  проживало 769 человек.

## Население
| Год     | 1934 | 1946 | 1956 | 1965 | 1975 | 1985 | 1992 | 2001 | 2011 |
| ------- | ---- | ---- | ---- | ---- | ---- | ---- | ---- | ---- | ---- |
| Жителей | 390  | 612  | 613  | 565  | 652  | 822  | 903  | 838  | 769  |

| Национальность | Человек | Процент |
| -------------- | ------- | ------- |
| болгары        | 692     | 96,24%  |
| цыгане         | 23      | 3,2%    |
| Всего ответов  | 719     |         |

|  |